# Kälarne IK
Kälarne IK är en idrottsklubb i Kälarne i Sverige. Klubben bildades den 14 februari 1920.
Damfotbollslaget spelade i Sveriges högsta division 1978.
Man har också haft profiler som friidrottarna Henry Kälarne, Gunder Hägg och längdskidåkaren Alfred Dahlqvist, som vid olika tillfällen tävlat för klubben.

### Fotnoter
1. ↑  ”Klubbinfo”. Kälarne IK. Arkiverad från originalet den 8 februari 2015. https://web.archive.org/web/20150208134649/http://www1.idrottonline.se/KalarneIK/Foreningen/Klubbinfo/. Läst 14 oktober 2013.
2. ↑  Jimmy Lindahl (27 februari 2004). ”Maratontabell för högsta damserien 1978-2003”. Bolletinen. Arkiverad från originalet den 16 oktober 2013. https://web.archive.org/web/20131016003254/http://www.bolletinen.se/sfs/pdf/stat_d_maraton_1978_2003_maratontab_f_hogsta_damserien.pdf. Läst 14 oktober 2013.
3. ↑  ”KIK förr, läst 14 oktober 2013”. Arkiverad från originalet den 8 februari 2015. https://web.archive.org/web/20150208134543/http://www1.idrottonline.se/KalarneIK/KIKForr/. Läst 14 oktober 2013.